# Paolino Pulici
Paolo „Paolino“ Pulici (* 27. April 1950 in Roncello) ist ein ehemaliger italienischer Fußballspieler, der während seiner aktiven Karriere für AC Legnano, AC Torino, Udinese Calcio und AC Florenz aktiv war. Zudem absolvierte er 19 Partien für die italienische Fußballnationalmannschaft. Er wird in der ewigen Torschützenliste des FC Turin mit 171 Toren auf dem ersten Rang geführt.

## Karriere

### Verein
Paolino Pulici begann seine Karriere in der Jugendabteilung der AC Legnano. Im Jahr 1967 wurde der Angreifer von Serie-A-Verein AC Torino abgeworben und verpflichtet. Seinen ersten Erfolg mit den Turinern konnte der Stürmer im Jahr 1971 verbuchen, als nach einer torlosen Verlängerung im Elfmeterschießen das Endspiel der Coppa Italia gegen den AC Mailand gewonnen wurde. Nach fünf mäßigen Jahren, in denen er jeweils nicht mehr als fünf Saisontore in der italienischen Meisterschaft erzielen konnte, wurde er nach der Saison 1972/73 mit insgesamt 17 Treffern erstmals als Torschützenkönig (Capocannoniere) ausgezeichnet. Gianni Rivera und Giuseppe Savoldi gelangen ebenfalls 17 Torerfolge, womit erstmals und bisher zum einzigen Mal in der Geschichte der Serie A drei Spieler als Capocannonieri ausgezeichnet wurden.
Nach der Saison 1974/75 und 1975/76 beendete Pulici die Spielzeit erneut als bester Torjäger und wurde abermals zum Torschützenkönig. Dabei hatte er in der Spielzeit 1975/76 die erfolgreichste seiner Karriere hingelegt, als er 21 Tore erzielte und mit der AC Torino auch dank seiner Tore die italienische Meisterschaft gewann. Der Stadtrivale Juventus Turin schloss die Spielzeit mit zwei Punkten Rückstand auf dem zweiten Rang ab. Auch die darauffolgende Spielzeit verbrachte der Angreifer bei Torino und verfehlte nur aufgrund eines Zählers Rückstand auf Juventus Turin die Titelverteidigung. Auch in den folgenden Jahren platzierte sich Pulici mit der Mannschaft größtenteils auf den vorderen Tabellenrängen, jedoch ließ in den letzten drei Jahren die Leistung des Teams stark nach und der Klassenerhalt konnte jeweils nur mit Mühe sichergestellt werden.
Nach 15 Jahren in Turin wechselte er im Jahr 1982 zu Udinese Calcio. Dort gelang ihm nur eine mäßige Saison und erzielte nur fünf Treffer für Udinese. Im Folgejahr nahm ihn der AC Florenz unter Vertrag. Der Stürmer hatte zu diesem Zeitpunkt seinen Zenit jedoch weit überschritten und erzielte in zwei Jahren lediglich drei Tore. Im Jahr 1985 beendete er seine aktive Karriere.

### Nationalmannschaft
Pulici wurde im Jahr 1969 erstmals in den Kader der italienischen U-21-Auswahl berufen, für die er am 1. November 1969 in der Partie gegen Ungarn debütierte und einen Treffer zum 2:1-Sieg beisteuern konnte. Nachdem er in folgenden drei Einsätzen ohne Torerfolg geblieben war, erzielte er am 5. Mai 1971 beim 5:2-Sieg über die Niederlande drei Tore für Italien. Der Angreifer wurde von Nationaltrainer Ferruccio Valcareggi in den italienischen Kader für die Fußball-Weltmeisterschaft 1970 aufgeboten.
Während des Turnierverlaufs, bei dem Italien nach der Endspielniederlage gegen Brasilien Vizeweltmeister wurde, erhielt er keinen Einsatz und debütierte am 31. März 1973 in der Partie gegen Luxemburg für die italienische Nationalmannschaft. Auch für die Fußball-Weltmeisterschaft 1974 und Fußball-Weltmeisterschaft 1978 folgte erneut eine Berufung ins Turnieraufgebot. Doch obwohl Pulici im Verein überzeugen konnte, gelangte er nie bei einem großen Turnier zum Einsatz. Sein letztes Länderspiel bestritt er am 23. September 1978 gegen die Türkei, die Partie wurde 1:0 gewonnen.